# گیلسون ده کاروالیو سوآرز
گِیلسون ده کاروالیو سوآرز (به پرتغالی: Geílson de Carvalho Soares) یا به اختصار گِیلسون (زاده ۱۰ آوریل ۱۹۸۴، در کویابا، برزیل)، بازیکن فوتبال اهل برزیل است. این بازیکن در مقطعی در باشگاه تراکتورسازی تبریز در لیگ برتر فوتبال ایران، به عنوان مهاجم بازی می‌کرد.
گیلسون، سابقه بازی در باشگاه سانتوس (پرافتخارترین باشگاه فوتبال در برزیل) را داشته و در این تیم با بازیکنان مطرحی همچون روبینیو هم‌بازی بوده است.

## آمار عملکرد بازیکن
| عملکرد باشگاهی | عملکرد باشگاهی | عملکرد باشگاهی     | لیگ  | لیگ |
| فصل            | باشگاه         | لیگ                | بازی | گل  |
| برزیل          | برزیل          | برزیل              | لیگ  | لیگ |
| -------------- | -------------- | ------------------ | ---- | --- |
| ۲۰۰۳           | میراسول        |                    | ۰    | ۰   |
| ژاپن           | ژاپن           | ژاپن               | لیگ  | لیگ |
| ۲۰۰۳           | آلبیرکس نیگاتا | دسته دوم ژاپن      | ۲    | ۰   |
| برزیل          | برزیل          | برزیل              | لیگ  | لیگ |
| ۲۰۰۴           | اینترناسیونال  | سری آ برزیل        | ۰    | ۰   |
| ۲۰۰۴           | سانتوس         | سری آ برزیل        | ۰    | ۰   |
| ۲۰۰۵           | سانتوس         | سری آ برزیل        | ۲۳   | ۱۰  |
| ۲۰۰۶           | سانتوس         | سری آ برزیل        | ۴    | ۴   |
| Saudi Arabia   | Saudi Arabia   | Saudi Arabia       | لیگ  | لیگ |
| ۲۰۰۶/۰۷        | الحزم          | لیگ حرفه‌ای عربستان |      |     |
| برزیل          | برزیل          | برزیل              | لیگ  | لیگ |
| ۲۰۰۷           | پارانائنزه     | سری آ برزیل        | ۲    | ۰   |
| کشور           | برزیل          | برزیل              | ۲۹   | ۱۰  |
| کشور           | ژاپن           | ژاپن               | ۲    | ۰   |
| کشور           | Saudi Arabia   |                    |      |     |
| مجموع          | مجموع          | مجموع              | ۳۱   | ۱۰  |

## افتخارات
تراکتورسازی تبریز:
- نائب قهرمانی لیگ برتر فوتبال ایران ۹۲–۱۳۹۱

آلبیرکس نیگاتا:
- قهرمان لیگ دسته دوم ژاپن ۲۰۰۳

اینترناسیونال:
- قهرمان لیگ ایالت ریو گرانده دو سول ۲۰۰۴

سانتوس:
- قهرمان لیگ ایالت سائو پائولو ۲۰۰۶

سانتاکروز:
- قهرمان لیگ ایالت پرنامبوکو ۲۰۱۲